# كاراسينا
كاراسينا هي بلدية تقع في مقاطعة سوريا، في مناطق الحكم الذاتي لقشتالة وليون، في إسبانيا. يبلغ عدد سكانها 13 نسمة وذلك حسب إحصاء السكان سنة 2017. تقع على ضفاف نهر كاراسينا على الطربق التاريخي من أليكانتي إلى برغش.